# 브렌다 밀너

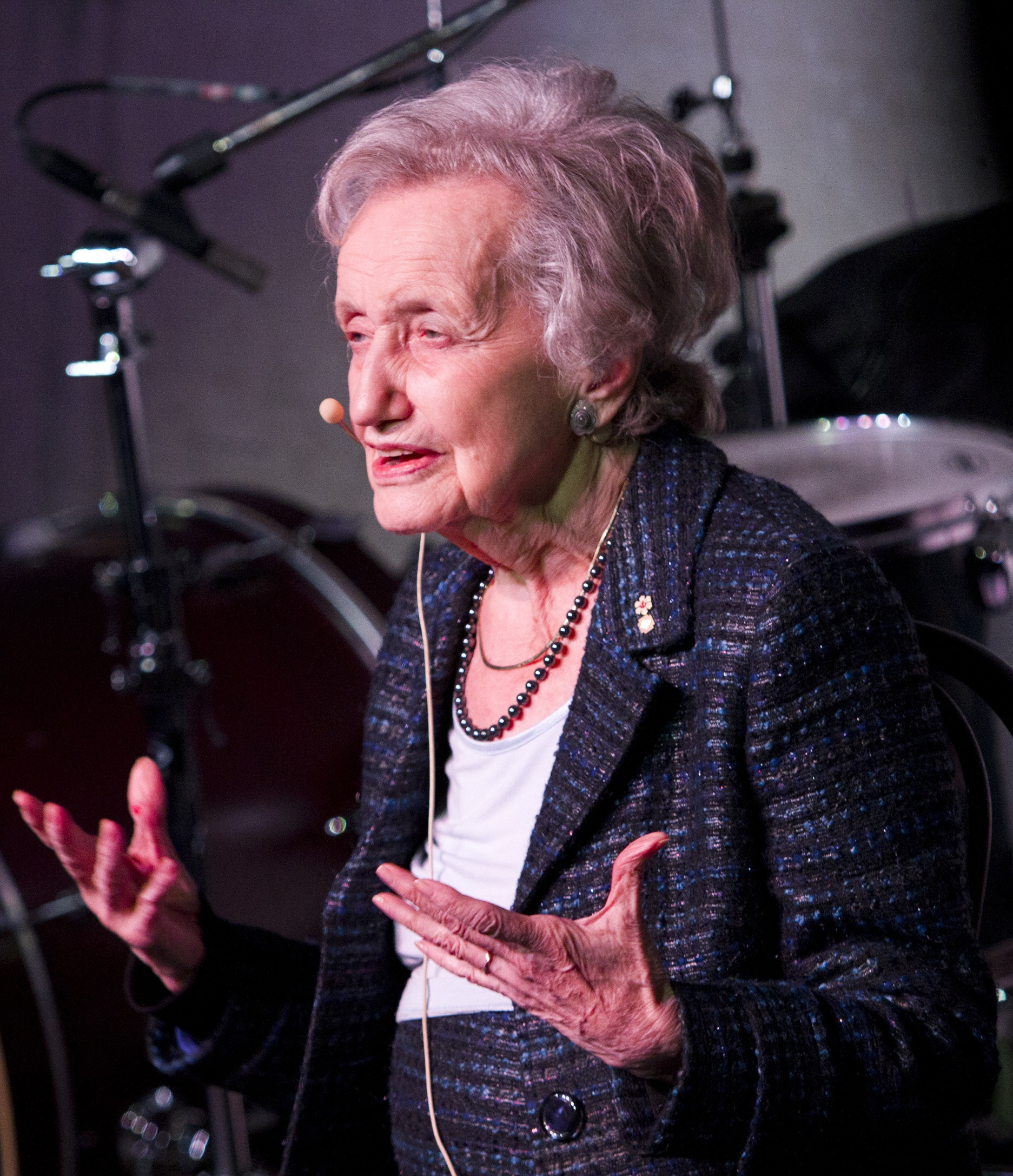

브렌다 밀너(Brenda Milner, CC GOQ FRS FRSC (née Langford, 1918년 7월 15일)는 임상 신경 심리학 분야의 다양한 주제에 대한 연구 문헌에 광범위하게 기여한 영국계 캐나다인 신경 심리학자이다. 때로는 신경 심리학의 창시자(the founder of neuropsychology)로도 일컬어진다. 2010년을 전후해서는 밀너(Milner)는 맥길대학교(McGill University)의 신경과 신경 외과 교수이며 '몬트리올 신경학 연구소 및 병원'(Montreal Neurological Institute)의 심리학 교수였다. 그녀는 20개 이상의 학위를 보유하고 있으며 고령에도 계속 현역으로 일하고 있다. 그녀의 최근 지속되 온 연구는 뇌의 왼쪽과 오른쪽 반구 사이의 상호 작용을 탐구하는 것이었다. 밀너(Milner)는 신경 심리학의 주요 창시자로 불리며 이러한 발전에 필수적인 열쇠임이 그녀가 여러 자료의 주요한 연구결과에서 보여준 업적에서 입증되었다. 그녀는 2009년에 'Balzan 인지 신경 과학상'을, 2014년 John O'Keefe, Marcus E. Raichle과 함께 신경 과학 분야 'Kavli 상'을 받았다. 그녀는 2018년 7월에 100세가 되었으며 당시에는 여전히 연구자의 작업을 감독했다.

## 해마
그녀가 1950년대부터 연구한 단기기억 형성 및 손실 그리고 장기기억 보존에 해당하는 절차기억 및 이해능력과 서술기억간의 관계와 관련한 해마의 기능 연구는 신경과학 및 심리학에 매우 큰 공헌을 하였다.

## 같이 보기
- 윌리엄 제임스
- 버러스 프레더릭 스키너